# Maldonado (1826)
La Goleta Maldonado fue un navío de destacado desempeño en la Armada Argentina durante la Guerra del Brasil.

## Historia
Construida en el Arsenal de Marinha de Santos, Brasil, fue botada el 25 de enero de 1825 con el nombre de Leal Paulistana y se sumó a la Tercera División de la Escuadra Imperial que combatía en el Río de la Plata a la República Argentina. Participó del bloqueo brasilero a la Ciudad de Buenos Aires y del Combate de Punta Collares.
El 21 de septiembre de 1826 al mando del 1º Teniente Antonio Carlos Ferreira, fue capturada por el corsario argentino César Fournier en la Isla Gorriti del departamento de Maldonado, en la Banda Oriental, mientras efectuaba un patrullaje en busca de navíos corsarios. Fournier la asaltó sorpresivamente con 3 botes con un total de 27 hombres. Si bien la goleta tenía una mayor capacidad de combate (ocho cañones y 66 hombres), el temor, la sorpresa y el hecho de que su comandante fuera herido de gravedad llevó a la tripulación a rendir la nave, la que fue incorporada a la escuadra republicana con el nombre Maldonado.
Al mando de Francisco Drummond participó de la campaña contra la Tercera División Imperial que se había adentrado en el Río Uruguay.
Cuando la Tercera División brasilera bajo por el río, Brown salió a su encuentro y en la Batalla de Juncal librada los días 8 y 9 de febrero de 1827 logró la mayor victoria naval argentina. En la primera jornada del combate la Maldonado formó en la vanguardia de la flotilla argentina. En la segunda, la Maldonado atacó a su gemela la Goleta Bertioga, al mando de un antiguo camarada de armas, el Teniente George Broom.
El disparo certero del cañón pesado de una cañonera argentina derribó el mástil principal de la Bertioga que incapacitada para maniobrar fue obligada a rendirse tras media hora de combate.

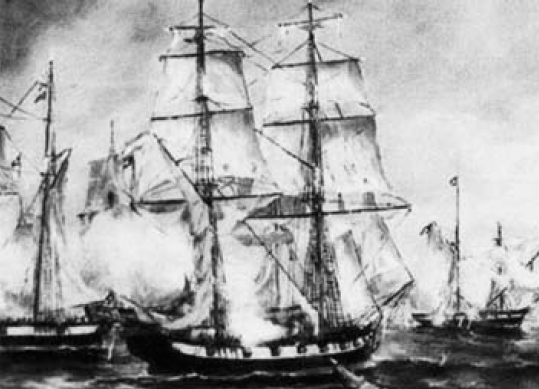
Batalla de Juncal.

Después de la batalla Brown se retiró con cuatro de las presas hacia Martín García para repararlas, escribir su parte y prepararse para un eventual intento de la División Auxiliar de Mariath, estacionada al sur de la isla, de forzar el paso al norte.
Finalizada rápidamente la reorganización de sus fuerzas y desaparecida la amenaza de la División Mariath, el 14 de febrero Brown volvió al Río Uruguay en la Maldonado, y con otros seis buques salió en persecución de los sobrevivientes de Juncal, sólo dos cañoneras que se batían en retirada aguas arriba del Uruguay, acompañadas por tres pequeños yates, al mando del Teniente Germano de Souza Aranha, comandante de la goleta Itapoã, incendiada y capturada en la batalla. Conducía hacinados en las pequeñas embarcaciones a 351 sobrevivientes, entre oficiales y tripulantes.
Al arribar el 15 a Fray Bentos, Brown recibió la novedad de que Souza Aranha tras arrojar sus cañones por la borda había rendido sus barcos al gobernador de Entre Ríos. El Almirante fondeó frente a Gualeguaychú y solicitó la entrega de las naves y los prisioneros. Las autoridades entrerrianas resistieron la entrega, considerando que debía primar la capitulación efectuada ante la Provincia, lo que Brown rechazó de plano, por lo que montó una operación combinada por tierra y agua que le permitió capturar las embarcaciones refugiadas.
El 20 de enero de 1827 entre oficialidad y tripulación la Maldonado embarcaba: 1 Capitán, 1 Teniente, 1 Subteniente, 1 aventurero, 1 aspirante, 1 piloto, 1 Primer Guardia, 3 Segundos Guardias, 1 Condestable, 5 artilleros, 47 marineros, un total de 63 hombres.
En septiembre de 1827 estuvo al mando de Antonio Toll.